# Dolby Digital Plus

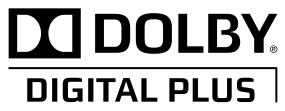
Tecnología de audio basada en Dolby Digital 5.1, el estándar establecido para sonido envolvente de cine, transmisión y cine en casa.

El sistema Dolby Digital Plus, también conocido por las siglas DD+, AC3+ o E-AC-3 (esta última leído como Enhanced AC-3) es un esquema de compresión de audio digital desarrollado por los laboratorios Dolby con la idea de dar soporte a las necesidades del audio que requiere la televisión de alta definición (HDTV) y los nuevos formatos digitales HD DVD y Blu-ray
Consiste en una mejora presentada en 2004 del sistema Dolby Digital (este último también denominado AC-3) que soporta tasas de bits entre 0,032 y 6,144 Mbit/s y hasta 13.1 canales de sonido envolvente (surround) frente a los anteriores rangos entre 0,032 y 0,640 Mbit/s y hasta 5.1 canales.
El incremento de prestaciones se ha realizado a costa de perder parte de la compatibilidad hacia atrás dado que los decodificadores de AC-3 no son capaces de reconocer la señal E-AC-3 aunque el contrario sí es cierto. Para habilitar la planta de equipos existentes se ha previsto un “E-AC3/AC3 to AC-3 Converter/Decoder” que permite transformar la señal de HDTV y HD DVD/Blu-ray en el antiguo AC-3 que reconocen los equipos de sonido 5.1 más habituales. Este conversor debe implementarse en los decodificadores o “set top boxes” a colocar entre los equipos modernos y los antiguos.

## Especificaciones
- Tasa de bits (bitrate): entre 0,032 y 6,144 Mbit/s
- Canales de Audio: hasta 13.1; es decir 13 canales directos más uno de bajos (subwoofer)
- Muestreado a: 32; 44,1; o 48 kHz
- Profundidad de Bit: hasta 24 bits por canal

## Cambios en la codificación
Aunque el codificador (códec) utilizado se basa en el original de Dolby Digital se han utilizado diversas mejoras para aumentar su eficiencia.
Los laboratorios Dolby dicen que estos cambios pueden producir mejoras en la tasa de bits de hasta el 50% manteniendo la compatibilidad hacia atrás con el ya mencionada

### Transformada de alta resolución y herramientas de cuantización
- Transformada híbrida adaptativa denominada AHT[2]

La AHT se compone de dos transformadas lineales en cascada. La primera es una transformada coseno discreto modificada (MDCT) con una ventana Kaiser Bessel derivada, todo ello similar a lo utilizado en AC-3, que genera 256 coeficientes.
El segundo bloque consiste en una transformada discreta coseno Tipo II (DCT) sin ventana ni solape que mejora la ganancia de codificación para señales de audio estacionarias. Aunque en teoría la longitud de la DCT puede variarse en tiempo y frecuencia para adaptarse a las condiciones de la señal la implementación de la AHT en E-AC-3 fija el empleo de la DCT en seis bloques y permite su uso o no (AHT on u off) para dar compatibilidad hacia atrás.
El efecto de la segunda transformada es incrementar la resolución en la relación tiempo-frecuencia, es decir la resolución espectral.
Adicionalmente se implementa una mejora en el reparto de bits (bit-allocation) para cada coeficiente basada en la cuantización vectorial (VQ) que utiliza un puntero de selección de bits adicional al empleado en AC-3 que se denomina hebap.
- Cuantización de ganancia adaptativa (GAQ)

Consiste en un método para cuantizar las mantisas de los coeficientes extraídos de las transformadas que utiliza palabras de código de longitud variable cuando la precisión deseada excede la obtenible por el mencionado proceso de cuantización vectorial (VQ).
La técnica se basa en amplificar las mantisas pequeñas de los coeficientes y representarlas con un coeficiente más corto de lo que se empleaba en AC-3 y de longitud uniforme. En cambio las mantisas mayores pasan por el amplificador sin ningún efecto. A pesar de que esto genera códigos mayores para las mantisas grandes hay una mejora media en la tasa de bits porque las mantisas pequeñas son mucho más frecuentes.
La amplificación - de valor 1, 2 o 4 y por tanto adaptativa - se realiza con una palabra de ganancia denominada Gk que selecciona el codificador para cada bloque DCT (véase sección anterior). El valor de amplificación se selecciona en función de la distribución de amplitudes, eligiéndose mayor cuanto mayor distribución muestra la función de densidad de probabilidad asociada a dichas amplitudes.
El codificador utiliza 4 modos de transmisión para indicar el uso o no de GAQ y el rango de valores de hebap (véase sección anterior) asociados.

### Mejoras en el uso de la técnica de Extensión Espectral
Este proceso consiste en sintetizar los coeficientes espectrales de las altas frecuencias a partir de los de las frecuencias bajas de manera que solo se transmiten metadatos de las altas frecuencias en relación con los de la banda base, siendo posible crear un espectro que suena de forma similar al original a pesar de que las altas frecuencias no son transmitidas.
En E-AC-3 se toman coeficientes de una parte de la banda base que se denomina la región de copia (CR) que será típicamente menor que la región de extensión y por tanto se utilizará en copias modificadas sucesivas hasta completar el ancho de banda objetivo.
La transformación lineal simple no es adecuada para este proceso porque normalmente las señales se parecen a ruido a medida que se desplazan a frecuencias altas, por tanto los coeficientes de las transformadas modificados para las altas frecuencias se mezclan con ruido de acuerdo con una función de mezcla de ruido. Esta función es lineal con una envolvente que depende del ancho de banda de la señal original y utiliza un parámetro de mezcla calculado a partir de la similitud de la región de extensión con el ruido.
Esta técnica de sintetizar la banda de altas frecuencias también es utilizable para el acoplamiento de diferentes canales en uno único y de hecho en AC-3 se utiliza un único proceso algo más simple para ambos casos al contrario que en E-AC-3, donde son procesos independientes.

### Acoplamiento de canales mejorado
El acoplamiento de canales en este contexto consiste en una técnica de ahorro de bits que permite que los sonidos de alta frecuencia se combinen y transporten en un único canal de codificación compuesto en lugar de en los múltiples canales que forman el audio (hasta 13.1 en E-AC-3). La información de canal, o lado (es decir, de altavoz) se envía al decodificador y se utiliza para regenerar los canales individuales por sub-bandas de frecuencias, que consisten en grupos de 6, 12 o múltiplos de 12 coeficientes de la transformación adyacentes en frecuencia.
Esta codificación de canales compuestos reduce el ancho de banda efectivo del audio codificado y por tanto la tasa de bits manteniendo la misma calidad de sonido. Por otra parte esta técnica puede generar problemas si se elige una frecuencia excesivamente baja para empezar a combinar canales.
Para E-AC-3 se utiliza una técnica de acoplamiento mejorada que añade compensación de fase, un mecanismo de correlación, posibilidad de variar constantes con el tiempo y una representación de amplitudes más compacta que en AC-3. El objetivo de esta combinación de cambios es ajustar la fase entre canales antes de separar los canales para mejorar la dimensionalidad espacial de los mismos restaurando los ángulos de las fases y las correlaciones de sonido entre canales.

### Procesado del transitorio «ruido previo»
Se ha diseñado E-AC-3 para operar y dar mejor resultado a bajas tasas de bit que AC-3. Uno de los mayores problemas con tasas bajas son los transitorios (picos o valles de corta duración), que resultan especialmente difíciles de codificar debido al limitado número de bits disponibles para codificar el cambio. Esto genera pérdida de definición en el transitorio o artefactos audibles como el “ruido previo al transitorio”
Para ello se ha implementado una herramienta de codificación de este transitorio basada en una síntesis de la escala temporal que reduce estos ruidos en bajas tasa de bit.
Debido a que el ruido previo transitorio está relacionado con la anchura de la ventana de codificación reemplazando el principio de la ventana codificada por audio sintetizado utilizando el audio situado justo antes del “ruido previo”. Este reemplazo se mediante el análisis de escenas de audición (ASA) y procesado de máxima similitud sobre la cola (buffer) de síntesis de audio, cuando se precisa se escala el tiempo de manera que se incrementa la duración de la ventana lo suficiente como para reemplazar el audio que contiene el “ruido previo”. Esto permite a E-AC-3 eliminar el cambio de tamaño de bloques (256 y 128 coeficientes) que utiliza AC-3 para el mismo fin mejorando la eficiencia de codificación.

## Extensiones al formato AC-3
Debido al interés de transmitir más canales y más programas en un solo flujo de datos se han diseñado extensiones de canal que permite más de 5.1 canales y extensiones de programa que permiten varios programas independientes. Esto ha llevado a soportar también un control fino de la trama de bits 

### Incremento del transporte de canales y programas
Se crea una estructura consistente en el sub-flujo independiente que contiene la información de la estructura 5.1 seguido de hasta ocho sub-flujos dependientes del anterior que contienen una combinación de canales suplementarios y de reemplazo en función de la configuración elegida de canales frontales y traseros. Los sub-flujos son dependientes porque deben ser combinados con los datos de otros sub-flujos para reproducir el programa antes de ser emitidos.
El sistema E-AC-3 soporta el envío de hasta 8 programas de audio que permite la inclusión de distintos idiomas en la misma trama, cada uno con su codificación de canal independiente que puede contener más de 5.1 canales.

### Tasa de datos y estructura de trama flexibles
La tasa de bits se controla mediante el número de palabras, entre 1 y 2048, y el número de bloques por trama, 1, 2, 3 o 6. Esto permite un mayor rango de tasa de bit y un mayor número de opciones que AC-3.
El máximo, 6,144 Mbit/s, se da cuando se emplea un solo bloque, 2048 palabras y una frecuencia de muestreo de 48 kHz.

### Mejoras en la sintaxis del flujo de bits (bitstream)
La experiencia de AC-3 ha demostrado que muchos parámetros relativos al flujo de datos están fijados en la práctica y por tanto resultan innecesarios, por lo que en la nueva implementación se prescinde de ellos.
Adicionalmente la sintaxis permite la mezcla de flujos independientes en uno solo con parámetros separados para cada uno de ellos. Esto habilita funciones llamativas como efectos interactivos en programas en vivo o incluso contenidos adicionales en HD DVD y Blu-ray ya impresos a través de conexiones de datos como Internet.

## Transcodificación y conversión entre E-AC-3 y AC-3
Existen largas cadenas de distribución de contenidos para las cadenas de televisión, y a menudo pueden incluir varios tramos en los que la tasa de datos puede no ser igual. Para aprovechar las ventajas de E-AC-3 en los tramos limitados en ancho de banda es necesaria una codificación en tándem o en cascada que puede generar pérdidas por codificación. Para evitarlo se ha previsto un método para mantener los metadatos entre formatos reduciendo sensiblemente las pérdidas. Esto permite enviar 5.1 en calidad aceptable con tasas de bit de 300 kbps e incluso menores.

## Implementaciones
Las primeras implementaciones se presentaron en 2005. El máximo número de canales implementados en HD DVD y Blu-ray es el mismo: 7.1, pero su utilización es muy diferente:
- En HD DVD su decodificación está designada como obligatoria en su modalidad 7.1, de manera que cualquier aparato bajo esta denominación lo soportará, y se fija su máxima tasa de bits en 3 Mbit/s.
- En Blu-ray su decodificación es opcional y se admiten las modalidades de 6.1 a 7.1, con una tasa de bits máxima de 1,7 Mbit/s.

Las diferencias se deben a que en HD DVD es el códec principal del formato mientras que en Blu-ray solo es una extensión al AC-3 (que puede ser hasta 5.1) codificado a 640 kbit/s y se utiliza el Mbit/s adicional hasta los 1,7 Mbit/s para los dos canales adicionales y la información de reemplazo de los anteriores.
Los reproductores de HD DVD mantienen la compatibilidad hacia atrás con una funcionalidad de transcodificación a AC-3 que no es necesaria en los de Blu-ray, debido la exigencia de la trama AC-3 original, que es transmitida sin modificar.
En la actualidad la versión 1.3 de HDMI es la única forma de conectar dos aparatos que soporten E-AC-3 para que un flujo de datos de este tipo se transfiera entre ellos. Los cables más antiguos y comunes de TOSLINK o el protocolo S/PDIF solo pueden utilizarse si la trama está ya transcodificada, es decir, descomprimida a AC-3, lo cual es posible para todos los reproductores de E-AC-3 a costa de perder la funcionalidad adicional, si es que está presente.